# Ruas da Amargura
Ruas da Amargura (Portugiesisch für: Straßen der Bitterkeit) ist ein Dokumentarfilm des portugiesischen Regisseurs Rui Simões aus dem Jahr 2008.

## Inhalt
In den Straßen der portugiesischen Großstädte leben obdachlose Männer und Frauen aller Altersgruppen. Sie haben individuelle Lebensgeschichten und -situationen, leiden unter sozialer Distanz, materieller Not, psychischen Problemen, sind alkoholkrank oder drogenabhängig, oder kamen auf der Suche nach einem besseren Leben nach Portugal, ohne danach Fuß zu fassen.
Um sie kümmert sich eine vielfältige Mischung zahlreicher Sozialarbeiter, freiwilliger Helfer, Vereine und Fachkräfte, die sich um ein Netz an Hilfsangeboten für diese Menschen bemühen. Auch sie haben ihre individuellen Lebensgeschichten und Persönlichkeiten. Einige möchten helfen, eine bessere und gerechtere Welt für alle zu schaffen, andere sehen ihre Arbeit als Einrichtung einer dauerhaften Struktur an institutioneller Hilfe, ohne auf eine grundsätzliche Veränderung der Lebenssituation der Betroffenen zu hoffen.

## Rezeption und Produktion
Ruas da Amargura entstand in Videotechnik, mit finanzieller Unterstützung der portugiesischen Filmförderungsanstalt ICA, des portugiesischen öffentlich-rechtlichen Fernsehens RTP und der Gulbenkian-Stiftung. Der Film entstand auch im Rahmen des Europäischen Jahrs zur Bekämpfung von Armut und sozialer Ausgrenzung 2010.
Der Film feierte am 17. Oktober 2008 im großen Auditorium der Culturgest-Kulturstiftung beim 6. Doclisboa-Filmfestival seine Premiere und kam am 5. November 2008 in die portugiesischen Kinos. Er lief in fünf Kinos (2× Lissabon, Almada, Coimbra und Porto) und hatte dort 934 Zuschauer.
Ruas da Amargura erschien 2010 mit umfangreichem Bonusmaterial als Doppel-DVD bei Real Ficção.